# Saison 2 de Black Lightning
Chronologie
Saison 1 Saison 3
La deuxième saison de Black Lightning, série télévisée américaine, est constituée de seize épisodes diffusée du 9 octobre 2018 au 18 mars 2019 sur The CW, aux États-Unis.

## Synopsis
Jefferson Pierce, un super-héros qui a raccroché son costume il y a neuf ans pour s'occuper de sa petite famille, est forcé de reprendre du service quand sa ville se retrouve rongée par le crime et le règne d'un gang mafieux. Il redevient alors Black Lightning un méta-humain qui a la capacité de manipuler les champs électro-magnétiques.

## Distribution

### Acteurs principaux
- Cress Williams : Jefferson Pierce / Black Lightning
- Christine Adams : Lynn Pierce
- China Anne McClain : Jennifer Pierce
- Nafessa Williams : Anissa Pierce
- James Remar : Peter Gambi
- Marvin Jones III (en) : Tobias Whale
- Damon Gupton : Bill Henderson
- Jordan Calloway : Khalil Payne / Painkiller[2]

### Acteurs récurrents et invités
- Sofia Vassilieva : Looker[3]
- Kearran Giovanni : Giselle Gutter[4]
- Erika Alexander : Perenna[5]
- RJ Cyler : Todd Green[6]
- Hosea Chanchez (en) : Marcus Bishop[7]

## Liste des épisodes

### Épisode 1:Le livre des conséquences: Chapitre un: L'ascension des enfants du Green Light
- États-Unis : 9 octobre 2018 sur The CW
- Canada,  Belgique,  France,  Suisse : 16 octobre 2018 sur Netflix

- États-Unis : 1,16 million de téléspectateurs[8] (première diffusion)

- Robert Townsend (Napier Frank)
- Clifton Powell (Révérend Jeremiah Bolt)
- Skye P. Marshall (Kara Fowdy)
- Charlbie Dean (Syonide)
- Bill Duke (Agent Odell)
- Kyann Simone Simpson (Kiesha Williams)
- Myles Truitt (Issa Williams)
- Angela Rye (Elle-même)
- Benjamin L. Crump (Lui-même)
- Zsane Jhe (Tiffany Williams)
- Whitney Christopher (Rose Lawson)
- Monique Grant (La mère d'Issa)

### Épisode 2:Le livre des conséquences: Chapitre deux: Le blues de Jésus noir
- États-Unis : 16 octobre 2018 sur The CW
- Canada,  Belgique,  France,  Suisse : 23 octobre 2018 sur Netflix

- États-Unis : 1,023 million de téléspectateurs[9] (première diffusion)

- Robert Townsend (Napier Frank)
- Chantal Thuy (Grace Choi)
- Bill Duke (Agent Odell)
- Myles Truitt (Issa Williams)
- Andy Allo (Zoe B.)
- Madison Bailey (Wendy Hernandez)
- Shein Mompremier (Chenoa)
- Jasun Jabbar (Tavon)
- Zsane Jhe (Tiffany Williams)
- Vanessa Aranegui (Madame Gordon)
- Matt Mercurio (Kam Yuen)
- Kedrick Brown (Monsieur Payton)
- Ralph Wilcox (Marselius)
- Teresa L. Graves (Madame Brown)
- John M. Johnson (Earnest Williams)
- Mark Rowe (Détective Summers)
- Karina Delbeau-Charles (Laticia)

### Épisode 3:Le livre des conséquences: Chapitre trois: Missié Lowry
- États-Unis : 23 octobre 2018 sur The CW
- Canada,  Belgique,  France,  Suisse : 23 octobre 2018 sur Netflix

- États-Unis : 1,178 million de téléspectateurs[9] (première diffusion)

- Chantal Thuy (Grace Choi)
- Clifton Powell (Révérend Jeremiah Bolt)
- Skye P. Marshall (Kara Fowdy)
- Jennifer Riker (Docteur Helga Jace)
- Bill Duke (Agent Odell)
- Erika Alexander (Perenna)
- P. J. Byrne (Principal Lowry)
- Joshua Mikel (Steven Conners)
- Yolanda T. Ross (Nichelle Payne)
- Tommy Kane (John Webb)
- Reginald Robinson (Romel)
- Derek Evans (Roman Hicks)
- Phillip DeVona (Dwayne Rogers)

### Épisode 4:Le livre des conséquences: Chapitre quatre: Translucide
- États-Unis : 30 octobre 2018 sur The CW
- Canada,  Belgique,  France,  Suisse : 23 octobre 2018 sur Netflix

- États-Unis : 972 000 téléspectateurs[9] (première diffusion)

- Skye P. Marshall (Kara Fowdy)
- Jennifer Riker (Docteur Helga Jace)
- Erika Alexander (Perenna)
- P. J. Byrne (Principal Lowry)
- Joshua Mikel (Steven Conners)
- Myles Truitt (Issa Williams)
- Salli Richardson-Whitfield (Madame Montez)
- Chantal Thuy (Grace Choi)
- Madison Bailey (Wendy Hernandez)
- Tommy Kane (John Webb)
- Andy Allo (Zoe B.)
- Alex Jones (Sekou)

### Épisode 5:Le livre du sang: Chapitre un: Requiem
- États-Unis : 13 novembre 2018 sur The CW
- Canada,  Belgique,  France,  Suisse : 23 octobre 2018 sur Netflix

- États-Unis : 902 000 téléspectateurs[9] (première diffusion)

- Chantal Thuy (Grace Choi)
- Clifton Powell (Révérend Jeremiah Bolt)
- Jennifer Riker (Docteur Helga Jace)
- Birgundi Baker (Anaya)
- Jason C. Louder (Frank Tanner)
- Eric Lynch (Kwame Parker)
- Tommy Kane (John Webb)
- Robert Walker-Branchaud (Shériff Clark)
- Toshi Toda (Hiroshi)
- Rob Morean (Deacon)

### Épisode 6:Le livre du sang: Chapitre deux: Les Perdis
- États-Unis : 20 novembre 2018 sur The CW
- Canada,  Belgique,  France,  Suisse : 23 octobre 2018 sur Netflix

- États-Unis : 985 000 téléspectateurs[9] (première diffusion)

- Clifton Powell (Révérend Jeremiah Bolt)
- Eric Lynch (Kwame Parker)
- Birgundi Baker (Anaya)
- Sofia Vassilieva (Looker)
- Warren Snipe (Le père d'Anaya)
- Charmin Lee (Batina)
- Robert Walker-Branchaud (Shériff Clark)
- Dj McCall (Joshua)
- Cabot Basden (Jake)
- Nakia Dillard (Terrence Long)

- Looker est une superhéroine apparentée à l'équipe des Outsiders (comics) créée par Batman. Ce personnage a été imaginé par Mike W. Barr et Jim Aparo en septembre 1985.

### Épisode 7:Le livre du sang: Chapitre trois: Les Sangés
- États-Unis : 27 novembre 2018 sur The CW
- Canada,  Belgique,  France,  Suisse : 23 octobre 2018 sur Netflix

- États-Unis : 1,055 million de téléspectateurs[9] (première diffusion)

- Chantal Thuy (Grace Choi)
- Clifton Powell (Révérend Jeremiah Bolt)
- Erika Alexander (Perenna)
- Birgundi Baker (Anaya)
- Warren Snipe (Le père d'Anaya)
- Sofia Vassilieva (Looker)
- Reginald Robinson (Romel)
- Alphonso A'Quen-Aten Jackson (Slim)

### Épisode 8:Le livre de la révolte: Chapitre un: L'exode
- États-Unis : 4 décembre 2018 sur The CW
- Canada,  Belgique,  France,  Suisse : 23 octobre 2018 sur Netflix

- États-Unis : 964 000 téléspectateurs[9] (première diffusion)

- Kearran Giovanni (Giselle Cutter)
- Yolanda T. Ross (Nichelle Payne)
- Reginald Robinson (Romel)
- Alphonso A'Quen-Aten Jackson (Slim)
- Tonia Jackson (Yvette)
- Derek Evans (Roman Hicks)
- Jared Simon (Inspecteur Thomas)

### Épisode 9:Le livre de la révolte: Chapitre deux: Le don
- États-Unis : 11 décembre 2018 sur The CW
- Canada,  Belgique,  France,  Suisse : 23 octobre 2018 sur Netflix

- États-Unis : 1,129 million de téléspectateurs[9] (première diffusion)

- Erika Alexander (Perenna)
- Kearran Giovanni (Giselle Cutter)
- RJ Cyler (Todd Green)
- Tosin Morohunfola (Instant)
- Yolanda T. Ross (Nichelle Payne)
- Godholly (Lui-même)
- Tonia Jackson (Yvette)
- Kendrick Cross (Kito Payne)

### Épisode 10:Le livre de la révolte: Chapitre trois: Angelitos Negros
- États-Unis : 21 janvier 2019 sur The CW
- Canada,  Belgique,  France,  Suisse : 23 octobre 2018 sur Netflix

- États-Unis : 861 000 téléspectateurs[9] (première diffusion)

- Clifton Powell (Révérend Jeremiah Bolt)
- Kearran Giovanni (Giselle Cutter)
- RJ Cyler (Todd Green)
- Yolanda T. Ross (Nichelle Payne)

### Épisode 11:Le livre des secrets: Chapitre un: Le fils prodigue
- États-Unis : 28 janvier 2019 sur The CW
- Canada,  Belgique,  France,  Suisse : 23 octobre 2018 sur Netflix

- États-Unis : 928 000 téléspectateurs[9] (première diffusion)

- Chantal Thuy (Grace Choi)
- Clifton Powell (Révérend Jeremiah Bolt)
- Erika Alexander (Perenna)
- Jennifer Riker (Docteur Helga Jace)
- Kearran Giovanni (Giselle Cutter)
- RJ Cyler (Todd Green)
- Catherine Dyer (Docteur Conley)
- Yolanda T. Ross (Nichelle Payne)

### Épisode 12:Le livre des secrets: Chapitre deux: Juste et injuste
- États-Unis : 4 février 2019 sur The CW
- Canada,  Belgique,  France,  Suisse : 23 octobre 2018 sur Netflix

- États-Unis : 939 000 téléspectateurs[9] (première diffusion)

- Chantal Thuy (Grace Choi)
- Jennifer Riker (Docteur Helga Jace)
- Bill Duke (Agent Odell)
- Erika Alexander (Perenna)
- P. J. Byrne (Principal Lowry)
- RJ Cyler (Todd Green)
- Yolanda T. Ross (Nichelle Payne)
- Kelvin Witherspoon (Rayvon)
- Robert Yatta (Directeur du funérarium Wallace)
- Rochelle Neil (Monique)
- Kausar Mohammed (Infirmière Patel)

### Épisode 13:Le livre des secrets: Chapitre trois: La colonne de feu
- États-Unis : 11 février 2019 sur The CW
- Canada,  Belgique,  France,  Suisse : 23 octobre 2018 sur Netflix

- États-Unis : 942 000 téléspectateurs[9] (première diffusion)

- Robert Townsend (Napier Frank)
- Chantal Thuy (Grace Choi)
- Jennifer Riker (Docteur Helga Jace)
- Bill Duke (Agent Odell)
- Erika Alexander (Perenna)
- Kearran Giovanni (Giselle Cutter)
- P. J. Byrne (Principal Lowry)
- Hosea Chanchez (Marcus Bishop / Shakedown)
- Madison Bailey (Wendy Hernandez)
- Jasun Jabbar (Tavon)
- Whitney Christopher (Rose Lawson)

- Shakedown est un super vilain qui a été créé par Mike W. Barr et Jim Aparo en avril 1984.

### Épisode 14:Le livre des secrets: Chapitre quatre: Péché originel
- États-Unis : 4 mars 2019 sur The CW
- Canada,  Belgique,  France,  Suisse : 23 octobre 2018 sur Netflix

- États-Unis : 770 000 téléspectateurs[9] (première diffusion)

- Chantal Thuy (Grace Choi)
- Will Catlett (Lala)
- Bill Duke (Agent Odell)
- Tracey Bonner (Lawanda White)
- Dabier (Will)
- Michael Wright (Lazarus)
- Madison Bailey (Wendy Hernandez)
- Justin Randell Books (Rodney)

### Épisode 15:Le livre de l'Apocalypse: Chapitre un: l'Alpha
- États-Unis : 11 mars 2019 sur The CW
- Canada,  Belgique,  France,  Suisse : 23 octobre 2018 sur Netflix

- États-Unis : 750 000 téléspectateurs[9] (première diffusion)

- Will Catlett (Lala)
- Jennifer Riker (Docteur Helga Jace)
- Bill Duke (Agent Odell)
- Kearran Giovanni (Giselle Cutter)
- Hosea Chanchez (Marcus Bishop / Shakedown)
- Eric Lynch (Kwame Parker)
- Brooke Ence (Rebecca Jones / New Wave)
- Derrick Lewis (Darryl Robinson / Coldsnap)
- Michael Wright (Lazarus)
- Madison Bailey (Wendy Hernandez)
- Esteban Cueto (Joe / Heatstroke)

- New Wave est une super vilaine qui a été créée par Mike W. Barr et Jim Aparo en mars 1984.
- Coldsnap est un super vilain qui a aussi été créé par Mike W. Barr et Jim Aparo en avril 1984.

### Épisode 16:Le livre de l'Apocalypse: Chapitre deux: l'Omega
- États-Unis : 18 mars 2019 sur The CW
- Canada,  Belgique,  France,  Suisse : 23 octobre 2018 sur Netflix

- États-Unis : 849 000 téléspectateurs[9] (première diffusion)

- Clitfon Powell (Révérend Jeremiah Bolt)
- Will Catlett (Lala)
- Bill Duke (Agent Odell)
- Erika Alexander (Perenna)
- Jennifer Riker (Docteur Helga Jace)
- Kearran Giovanni (Giselle Cutter)
- Myles Truitt (Issa Williams)
- Hosea Chanchez (Marcus Bishop / Shakedown)
- Brooke Ence (Rebecca Jones / New Wave)
- Derrick Lewis (Darryl Robinson / Coldsnap)
- Tosin Morohunfola (Instant)
- Madison Bailey (Wendy Hernandez)
- Esteban Cueto (Joe / Heatstroke)